# Prašnik
Prašnik je cvjetni organ nositelj muškog spola u funkciji razmnožavanja. 
Prašnik kritosjemenjača sastoji se od drška – prašničke niti ili filamenta i prašnice ili antere. Prašnice se sastoje od dvije jednake polovice ili teke, koje su povezane konektivom – središnjim dijelom prašnice. Njime prolazi provodna žila. Svi prašnici jednog cvijeta zovu se andrecej. Prašnici su pričvršćeni na cvjetnoj osi u krugovima ili zavojito ili na cijevi vjenčića. Sterilni ili reducirani prašnici zovu se staminodiji, mogu preuzeti ulogu vjenčića. Jednospolni cvjetovi imaju samo prašnik ili samo tučak (jedan ili više njih). Dvospolni cvjetovi imaju i prašnik i tučak. 